# Juk

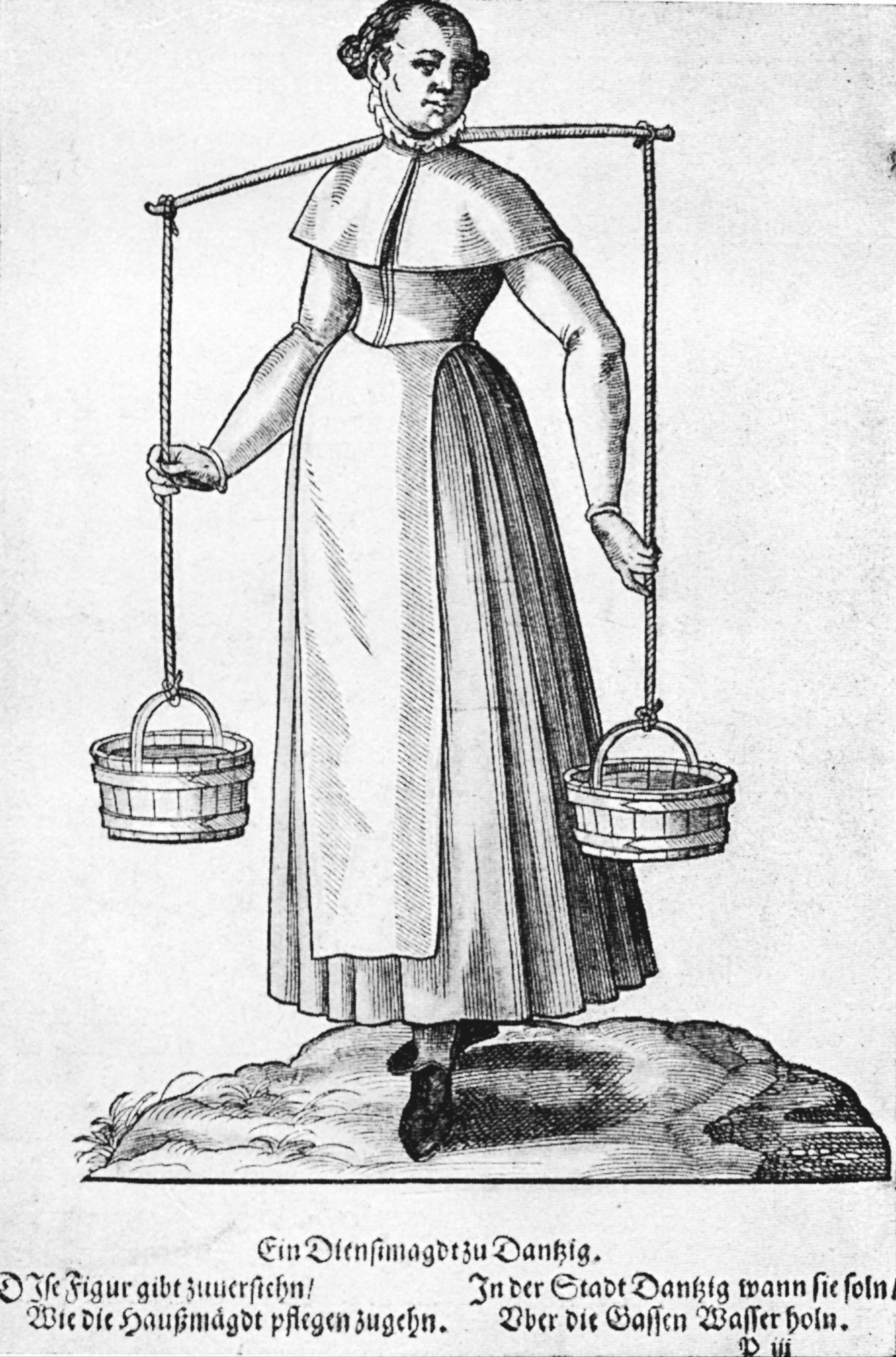
Een dienstmeid met een juk

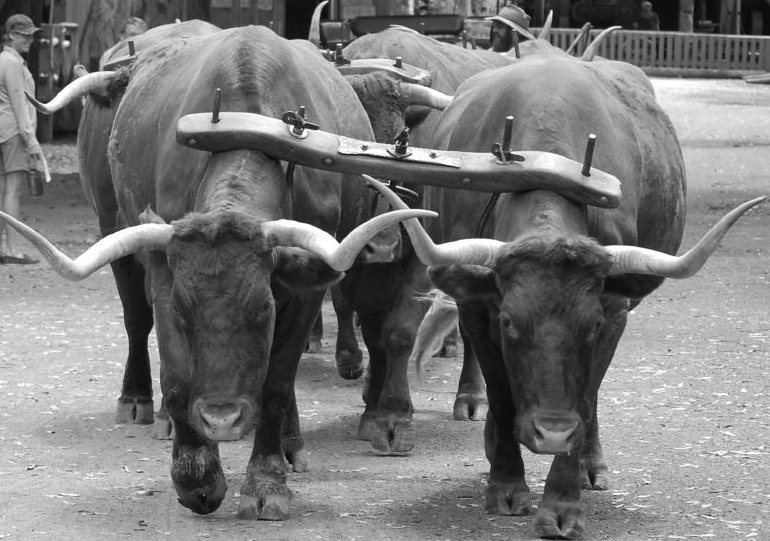
Ossen met een juk

Een juk is een houten balk, met een bepaalde pasvorm, die op de schouder wordt gedragen om een last te verplaatsen. Aan beide uiteindes zit een haak of een inkeping, waaraan een touw of een ketting met een mand of een emmer kan worden bevestigd. Een juk met twee emmers water is in Nederland het traditionele beeld. Jukken worden in Azië nog steeds gebruikt, bijvoorbeeld op het platteland voor de oogst en in de steden voor ambulante handel.
Een juk voor dieren wordt gebruikt om twee trekdieren, zoals twee ossen, paarsgewijs voor een voertuig zoals een kar of een wagen te spannen.
Een juk komt ook voor in de bouw en de techniek als verbindend element

## Etymologie
Van het woord juk wordt aangenomen dat het stamt uit het Proto-Indo-Europees van yugóm (verbinden, verenigen). Het is verwant met yoga en het Latijnse iungere.

## Afgeleide betekenissen
- Omdat een juk veel gebruikt wordt om lasten te dragen, wordt het woord juk soms als pars pro toto gebruikt om de last die aan het juk hangt, aan te duiden. Bijvoorbeeld: "het juk van de Duitse bezetter" of "het juk van de slavernij". Niet altijd draagt een juk zware lasten: Jezus zegt "Mijn juk is zacht en mijn last is licht."
- Een juk (van het Latijnse iugerum) was ook een oppervlaktemaat, namelijk de grootte van een stuk land dat in één dag kon worden geploegd door een span ossen. Dit kwam neer op ongeveer een halve hectare, of ongeveer 240 tot 300 vierkante roeden (een niet meer gebruikte maat).
- Een juk is ook de benaming voor een onderdeel van een klapbrug met contragewichten bestaande uit twee stenen of flinten. Het juk verbindt het brugdek met de boom met contragewichten.
- Jukken werden vaak gemaakt van haagbeukenhout, omdat dit sterk, hard en taai is en dus niet snel breekt.

## Afbeeldingen

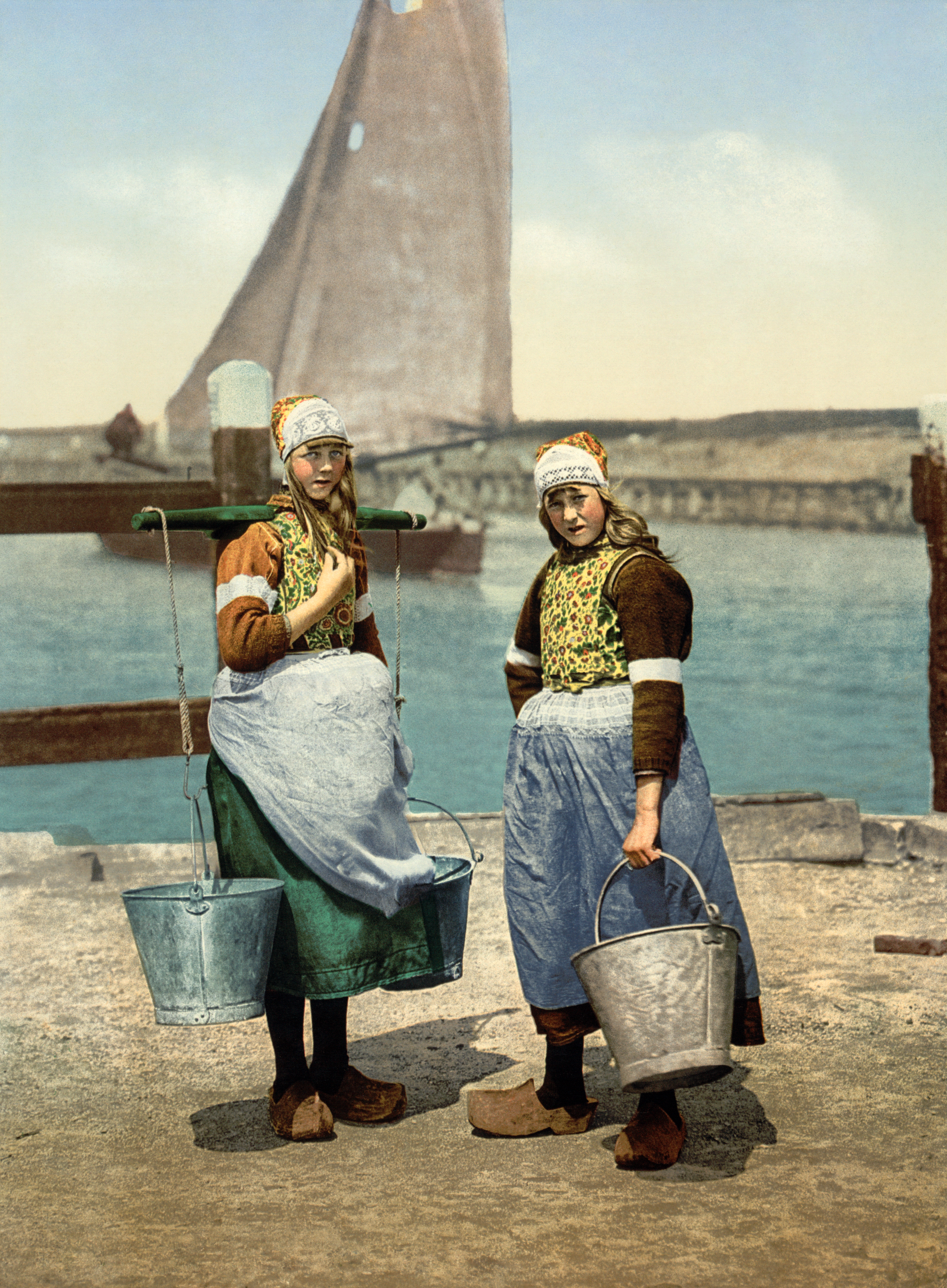
Twee dames in traditionele klederdracht op het eiland Marken, die emmers met water dragen met behulp van een juk (circa 1900)
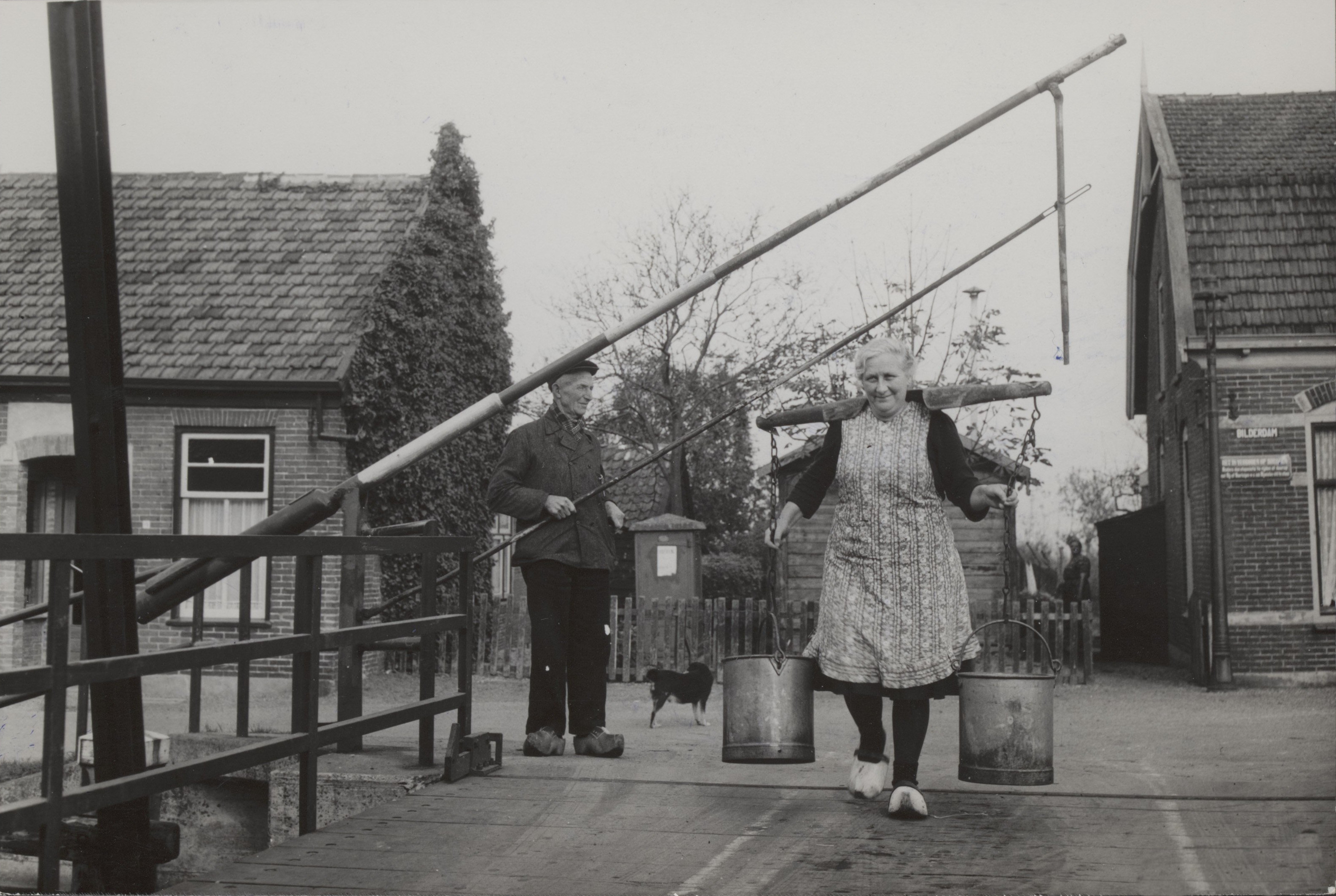
Boerenvrouw met een juk, Leimuiden (1953)
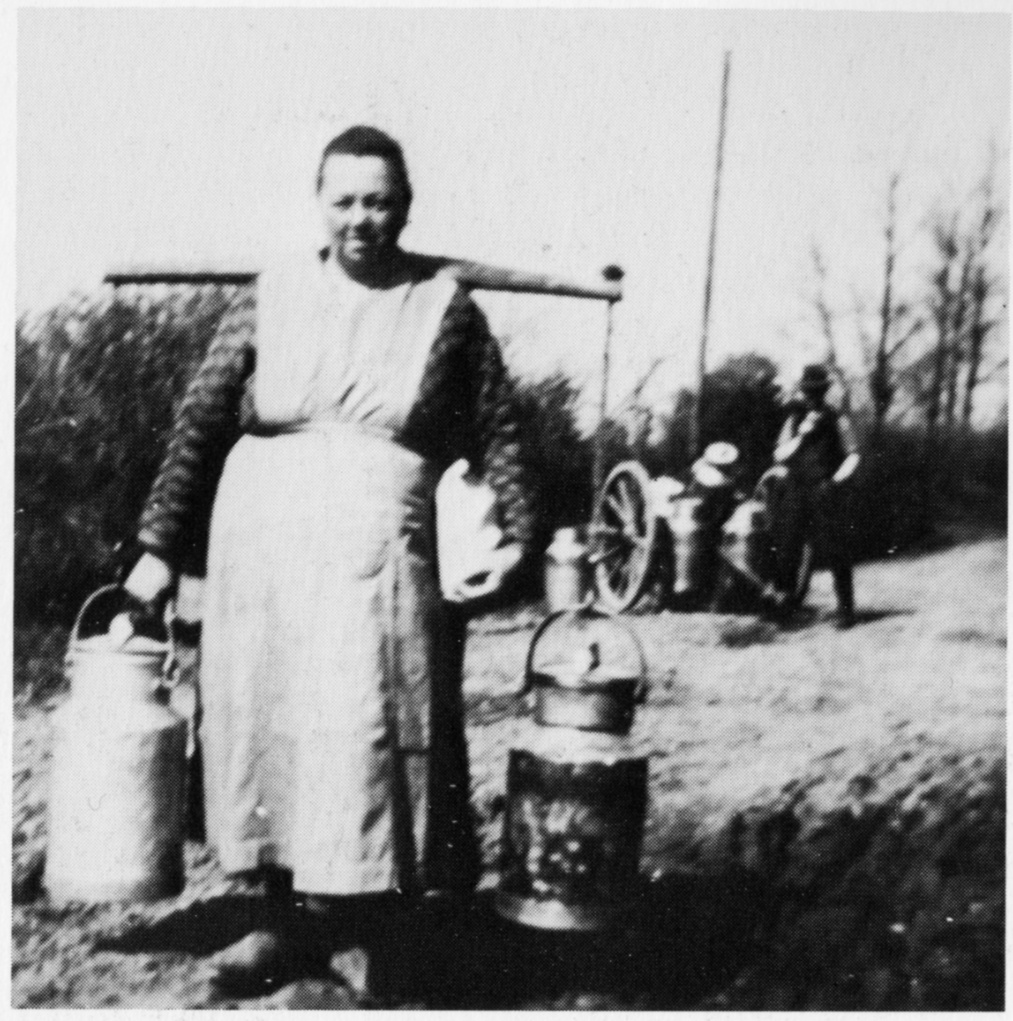
Boerin met melkbussen, Denemarken
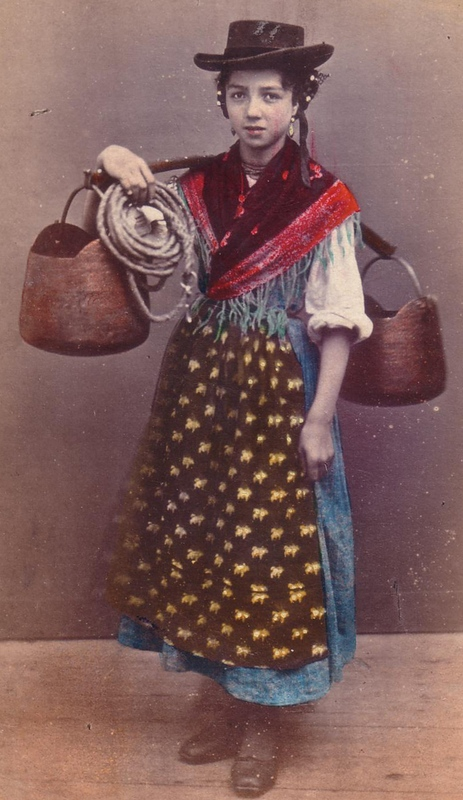
Waterdraagster
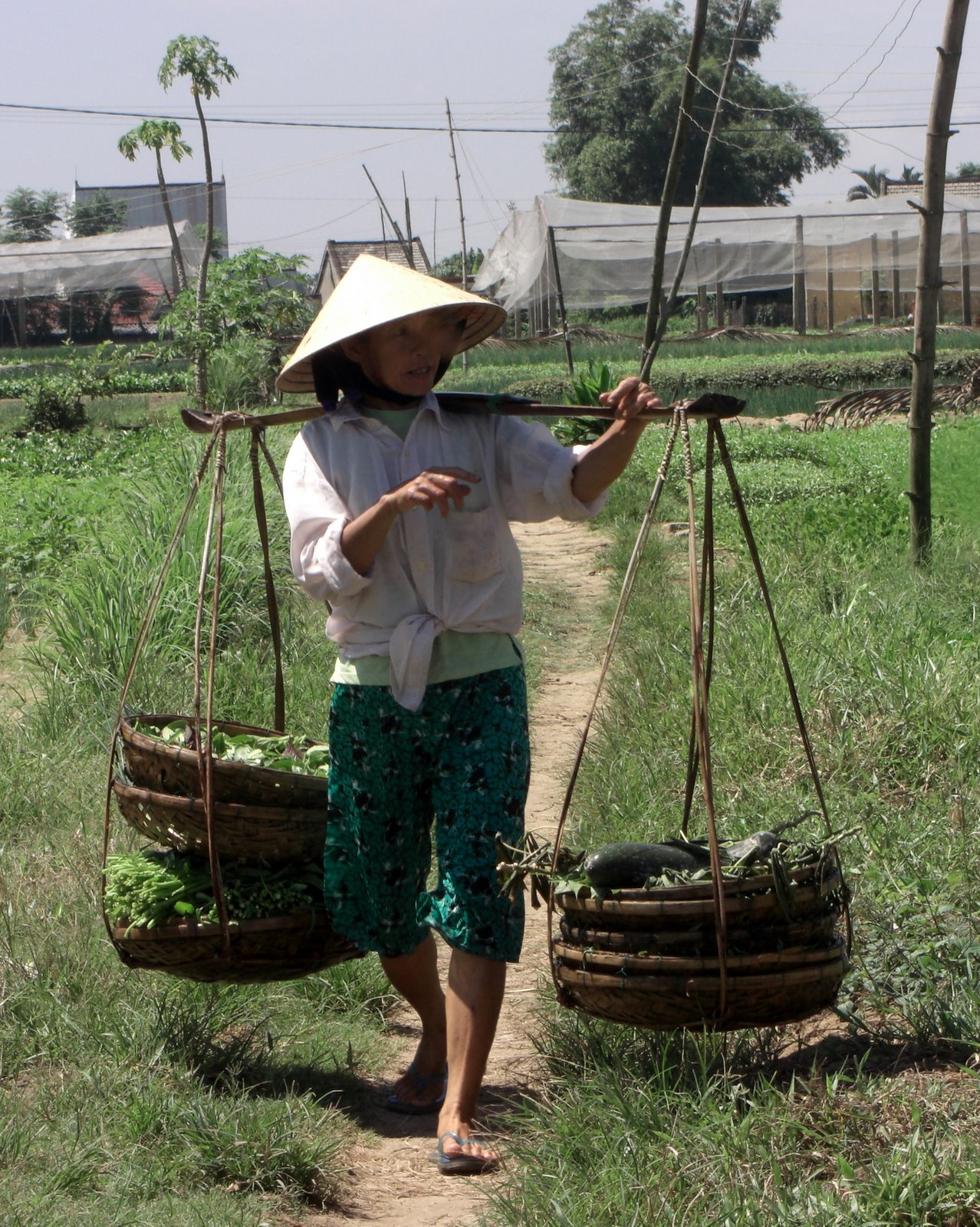
Chinese landarbeidster met een juk
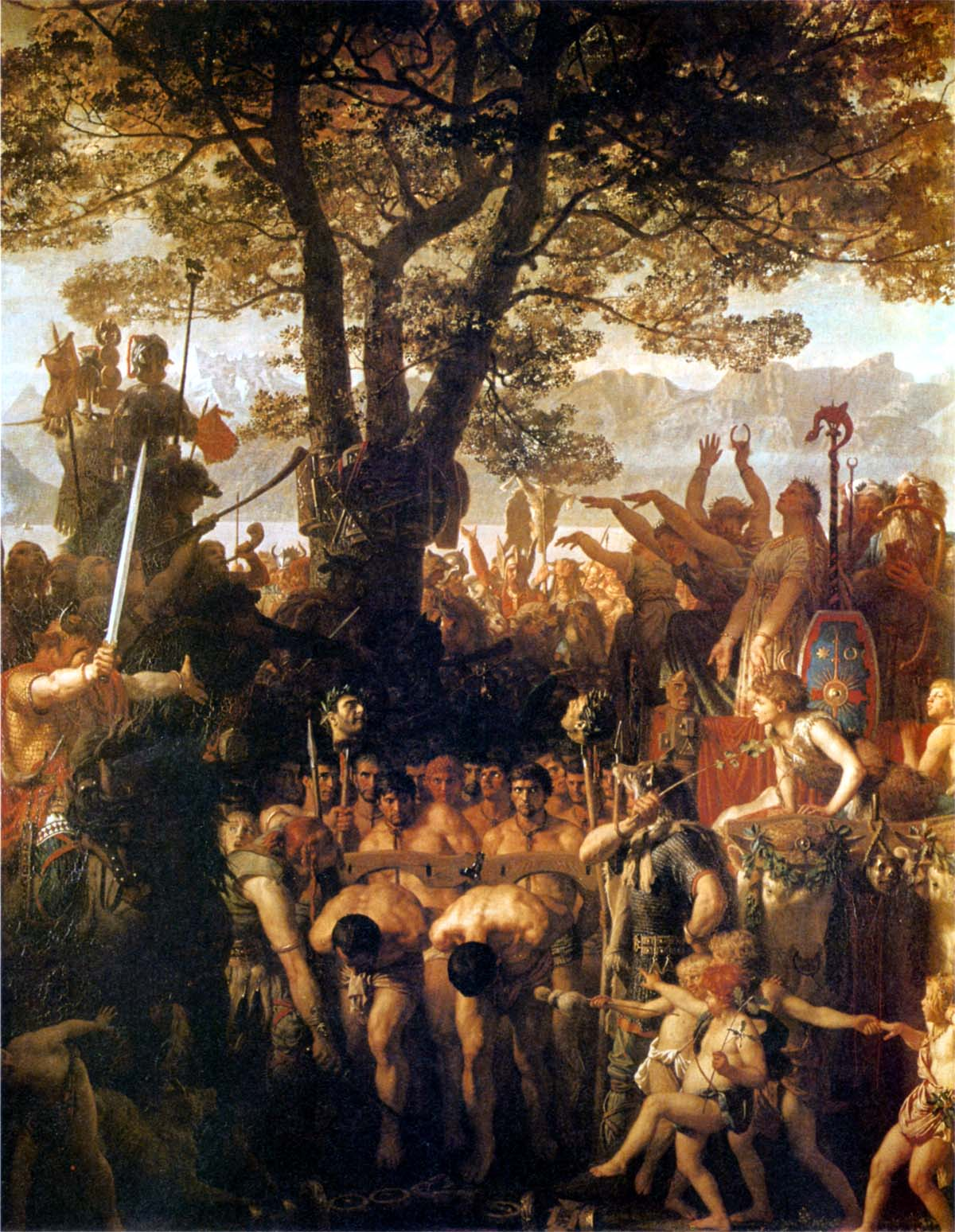
Romeinen onder het juk van Charles Gleyre